# Aci Sant'Antonio
Aci Sant'Antonio (Jaci Sant'Antoniu trong tiếng Sicilia) là một đô thị ở tỉnh Catania trong vùng Sicilia, có khoảng cách khoảng 160 km về phía đông nam của Palermo và cách khoảng 10 km về phía đông bắc của Catania. Tại thời điểm ngày 31 tháng 12 năm 2004, đô thị này có dân số 16,692 người và diện tích là 14,3 km².
Đô thị Aci Sant'Antonio có các frazioni (các đơn vị cấp dưới, chủ yếu là các làng) S.Maria la Stella, Monterosso Etneo, Lavinaio, và Lavina.
Aci Sant'Antonio giáp các đô thị: Aci Bonaccorsi, Aci Catena, Acireale, Valverde, Viagrande, Zafferana Etnea.